# Iglotex
Iglotex Spółka Akcyjna – polskie przedsiębiorstwo przemysłu spożywczego, z siedzibą w Skórczu.
Firma produkuje mrożone i chłodzone dania gotowe: warzywa, owoce, pierogi, pyzy, kluski, knedle, frytki i specjalności ziemniaczane, pizzę, zapiekanki. Firma Iglotex jest również ogólnopolskim dystrybutorem żywności - posiada centra dystrybucyjne na terenie całej Polski. Biuro firmy Iglotex znajduje się także w Warszawie.

## Historia
Przedsiębiorstwo zostało założone w 1983 roku przez Tadeusza i Małgorzatę Włodarczyków w Skórczu. Początkowo zajmowało się jedynie produkcją cukierniczą, z czasem działalność została poszerzona o produkcję lodów.
W 1991 roku rozpoczęto produkcję dań gotowych takich jak mrożone pizze czy pierogi.
W 1995 roku siedziba firmy została przeniesiona na ulicę Leśną w Skórczu, natomiast w 1998 i 2000 roku oddano do użytku nowe hale produkcyjne.
Przedsiębiorstwo przejmowało mniejsze lokalne firmy dystrybucyjne. Po przejęciu w 2007 roku Chłodni Grudziądz Sp. z o.o. przedsiębiorstwo rozpoczęło produkcję mrożonych warzyw i owoców.
W 2009 roku firma rozpoczęła dystrybucję swoich produktów do niektórych krajów Unii Europejskiej i Europy Środkowo-Wschodniej.

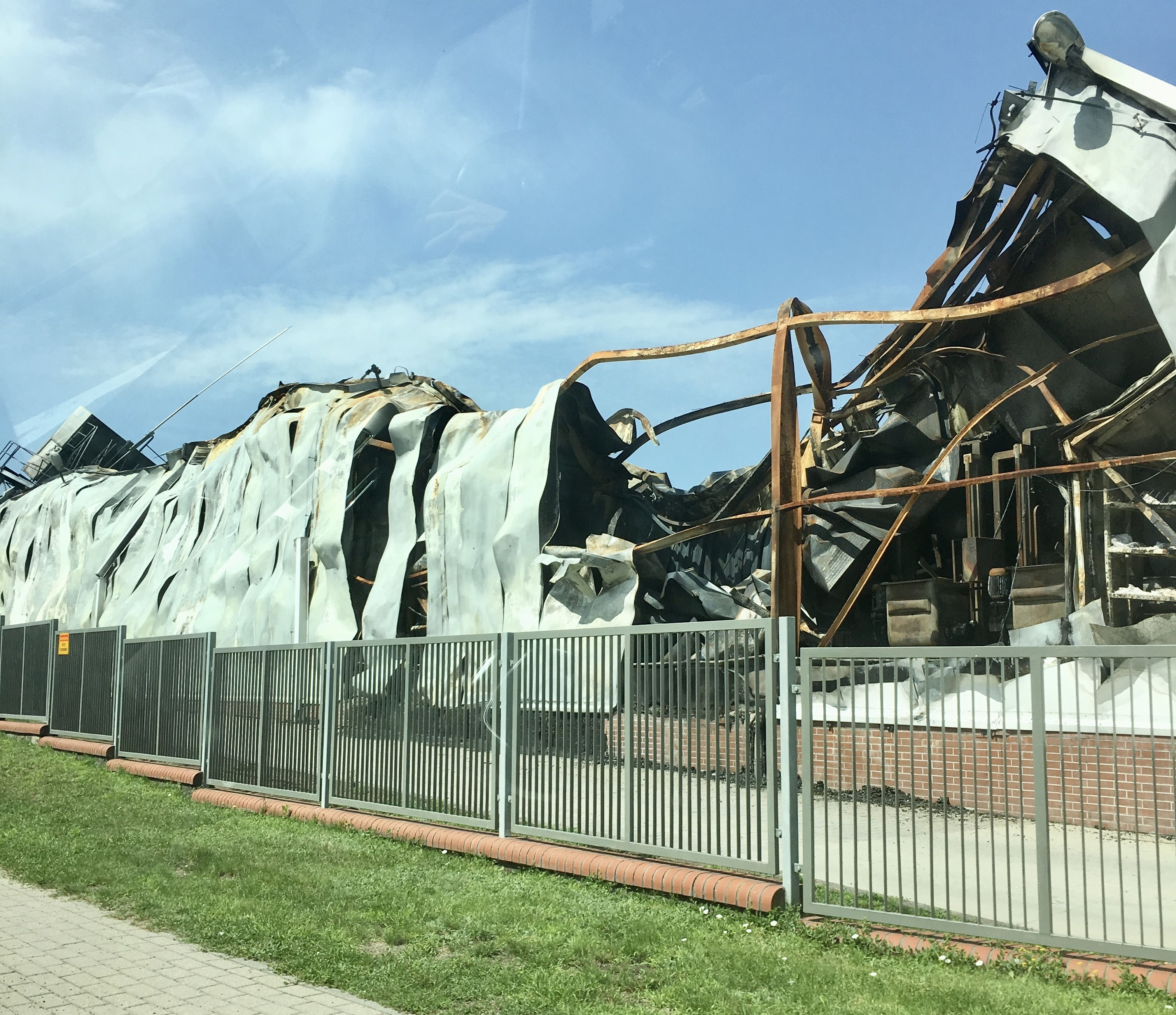
Hala Iglotexu po pożarze, czerwiec 2019

27 maja 2019 ok. godz. 1.30 wybuchł pożar, który strawił ok. 20 tys. m kw. części produkcyjnej i dystrybucyjnej zakładu produkcji mrożonek (około 2/3 kubatury), w którym zatrudnionych było 680 osób. W akcji gaśniczej wzięło udział 65 zastępów straży pożarnej z trzech województw, oraz Straż Pożarna grupy „Azoty” z Puław. Straty wyniosły kilkadziesiąt milionów złotych, a przyczyną pożaru okazało się zwarcie w punkcie ładowania wózków. W 2020 zakład odbudowano i w końcu roku ponownie uruchomiono.

## Marki
- Proste Historie
- Bistro Pizza
- Bistro Horeca
- Pizza Passionata
- Café Passionata
- Iglotex Professional (produkty dla gastronomii)